# Lappenstar
Der Lappenstar (Creatophora cinerea) ist eine Art der Stare und der einzige Vertreter der monotypischen Gattung Lappenstare. Er ist ein nomadischer Bewohner im Osten und Süden des afrikanischen Kontinents. Er scheint in den letzten Jahren sein Verbreitungsgebiet nach Westafrika auszudehnen und ist sowohl auf der arabischen Halbinsel als auch Madagaskar und den Seychellen beobachtet worden. Sein Lebensraum sind Grasland, lichte Wälder und Kulturland. 
Der Lappenstar ist der einzige afrikanische Star, der eine Verwandtschaft mit den asiatischen Staren und zwar insbesondere zur Gattung Sturnus aufweist. Seine nackten Gesichtspartien, die besonders während der Fortpflanzungszeit auffällig sind, machen ihn unter den afrikanischen Staren einzigartig. 

## Erscheinungsbild
Der Lappenstar erreicht eine Körperlänge von 19 bis 21 Zentimetern. Der Schwanz ist kurz und die Flügel spitz auslaufend. Das Gefieder ist überwiegend grau. Lediglich der Bürzel ist weiß. Der Schwanz und die Flügelfedern sind schwarz. Schnabel und Beine sind hellgrau. Das Männchen hat einen kahlen gelben Fleck hinter und unter dem Auge sowie nackte schwarze Haut an der Kehle. Während der Brutzeit kann das Männchen seine Kopf- und Nackenfedern verlieren und große hängende Hautlappen an der Kehle ausbilden. Einige Individuen bilden auch oberhalb des Schnabels weitere kleine Lappen aus. Form und Größe der Lappen variieren individuell. Die Ausbildung der Lappen scheint jedoch mit zunehmendem Alter des Vogels zuzunehmen und auch ältere Weibchen entwickeln gelegentlich kleine Lappen. 

## Verhalten
Der Lappenstar ist ein Kolonienbrüter und brütet gelegentlich auch vergesellschaftet mit dem Kapweber. Das Nest wird immer in Bäumen oder Büschen errichtet. Präferierte Nistbäume sind Akazien. Das Nest wird gewöhnlich ein bis zehn Meter über dem Grund errichtet. Es besteht aus Zweigen und wird mit Gras und Federn ausgelegt. Die Gelegegröße variiert zwischen zwei bis fünf Eier. Das typische Gelege aber umfasst drei oder vier blassblaue Eier. Beide Elternvögel sind am Nestbau sowie an der Bebrütung der Eier und der Fütterung der Jungvögel beteiligt. Die Brutzeit beträgt 11 Tage. Die Jungvögel verlassen nach 13 bis 16 Tagen das Nest. Sie sind in diesem Alter noch nicht flugfähig und werden in diesem Zeitraum sehr häufig von Greifvögeln geschlagen. 
Der Lappenstar ist ein opportunistischer Allesfresser, der sich in manchen Gegenden auf Wanderheuschrecken und andere schwärmende Heuschrecken spezialisiert hat. Zu seinem Nahrungsspektrum zählen aber auch andere Wirbellose, Beeren und Samen. In Weinanbauregionen können sie erheblichen Schaden anrichten.